# Кишинский, Николай Семёнович
Николай Семёнович Кишинский (1814—18 ноября 1868) — русский военачальник, генерал-лейтенант (30.08.1860), герой покорения Кавказа и Крымской войны.

## Биография
Николай Семёнович Кишинский родился 9 мая 1814 года, происходил из дворян Харьковской губернии, образование получил в частном учебном заведении.
Службу начал в 1831 году юнкером Козловского пехотного полка и немедленно же попал в экспедицию против горцев северо-западнаго Кавказа; в 1838 году перешёл в Куринский полк, особенно отличившийся в делах с горцами. 
В 1848 году Николай Семёнович Кишинский, уже в чине подполковника, был переведён в Ширванский полк и участвовал во взятии Гергебиля; в 1849 году был произведён в полковники и назначен командиром Апшеронского полка; в 1852 году произведен в генерал-майоры. За время своей сравнительно недолгой службы Кишинский был четыре раза ранен и в 1853 году с должности командира полка был назначен состоять при Отдельном Кавказском корпусе.
С началом Крымской войны он уже 19 ноября 1853 года принял деятельное участие в поражении турецкой армии при Башкадыкларе. 24 июля 1854 года в сражении при Кюрюк-Дара он лично повёл в штыки вверенную ему бригаду и в значительной степени содействовал победе; причём, снова получил сильную рану. За отличие в этом сражении Кишинский был награждён 28 декабря 1854 года орденом Святого Георгия 4-й степени (№ 9553 по списку Григоровича — Степанова).
4 марта 1856 года Кишинский возглавил 15-ю пехотную дивизию, которой командовал до своей смерти. 30 августа 1860 года был произведен в генерал-лейтенанты.
Николай Семёнович Кишинский умер 18 ноября 1868 года от болезней, вызванных боевыми ранами.

## Воинские звания
- Юнкер (18.01.1831)[1]
- Портупей-прапорщик (30.01.1833)
- Прапорщик (09.02.1836)
- Подпоручик (25.05.1838)
- Поручик за отличие против горцев (19.12.1839)
- Штабс-капитан (22.07.1841)
- Капитан за отличие (07.04.1843)
- Майор за отличие (12.12.1843)
- Подполковник за отличие (05.12.1845)
- Полковник за отличие (01.07.1849)
- Генерал-майор за отличие в делах против горцев (01.10.1852)
- Генерал-лейтенант (30.08.1860)

## Награды
- Орден Святого Владимира 4-й степени с бантом за отличие при штурме аула Ахульго (17.02.1840)[1][2]
- Медаль «За взятие штурмом Ахульго» (1840)
- Орден Святого Станислава 2-й степени (18.07.1844)
- Орден Святой Анны 2-й степени (30.04.1847)
- Золотая полусабля с надписью «За храбрость» (10.08.1848)
- Императорская корона к ордену Святой Анны 2-й степени (25.09.1849)
- Орден Святого Владимира 3-й степени (24.05.1851)
- Бриллиантовый перстень с вензелем Его Императорского Величества (1852)
- Орден Святого Станислава 1-й степени (1854)
- Орден Святого Георгия 4-й степени за отличие в Кюрюк-Даринском сражении (28.12.1854)
- Знак отличия беспорочной службы за XX лет (1856)
- Орден Святой Анны 1-й степени (1858)
- Императорская корона и мечи к ордену Святой Анны 1-й степени (1860)
- Орден Святого Владимира 2-й степени с мечами (1864)
- Орден Белого орла (1866)